# 721

## أحداث
- 9 يونيو - سقوط مدينة تولوز في أيدي المسلمين بعد معركة تولوز.
- تعيين عنبسة بن سحيم الكلبي حاكماً على الأندلس.
- الإمبراطور البيزنطي السابق اناستاسيوس الثاني يقود تمردا ضد الإمبراطور ليو الثالث.
- العواصف والأمطار الغزيرة في المناطق المحيطة بالميناء الجنوبي من يانغتشو تدمر أكثر من 1,000 السفن والقوارب، وهي قناة كانت تعرف حركة مرور معتادة ومزدحمة في عصر أسرة تانج.

## مواليد
- أبو العباس السفاح من خلفاء بني العباس.
- جابر بن حيان عالم عربي.
- إسماعيل بن جعفر ابن جعفر الصادق.
- عبد الله بن علي بن العباسي

## وفيات
- السمح بن مالك الخولاني، والي الأندلس.
- أبو الطفيل عامر بن واثلة الكناني.
- بسطام اليشكري المعروف بشوذب من زعماء الخوارج الحرورية.